# 켈레디 네이선 오두와
켈레디 네이선 오두와(영어: Kelede Nathan Oduwa, 1996년 3월 5일~)는 잉글랜드 출신 나이지리아의 축구 선수이다. 포지션은 윙어이다. 